# Schmellwitz
Schmellwitz, niedersorbisch Chmjelow, ist ein Stadtteil der kreisfreien Stadt Cottbus in Brandenburg. Schmellwitz gliedert sich in die Teile Alt-Schmellwitz und Neu-Schmellwitz und war bis zur Eingemeindung am 1. Juli 1950 eine eigenständige Gemeinde.

## Lage
Schmellwitz liegt nördlich des Cottbuser Stadtzentrums in der Niederlausitz. Der Stadtteil grenzt im Norden an Skadow, im Osten an Saspow, im Südosten an Sandow, im Süden an den Stadtteil Mitte, im Südwesten an Ströbitz und im Nordwesten an Sielow. Schmellwitz gehört zum amtlichen Siedlungsgebiet der Sorben/Wenden in Brandenburg. Im Südosten bildet die Spree die Grenze zum Stadtteil Sandow.
Durch Schmellwitz verlaufen der Cottbuser Nordring, der den Stadtteil an die Bundesstraße 169 im Osten anbindet, sowie die Landesstraße 511 nach Dissen. Alt-Schmellwitz wird von der Straßenbahnlinie 1 der Cottbusverkehr GmbH erschlossen, Neu-Schmellwitz von der Straßenbahnlinie 4.

## Geschichte

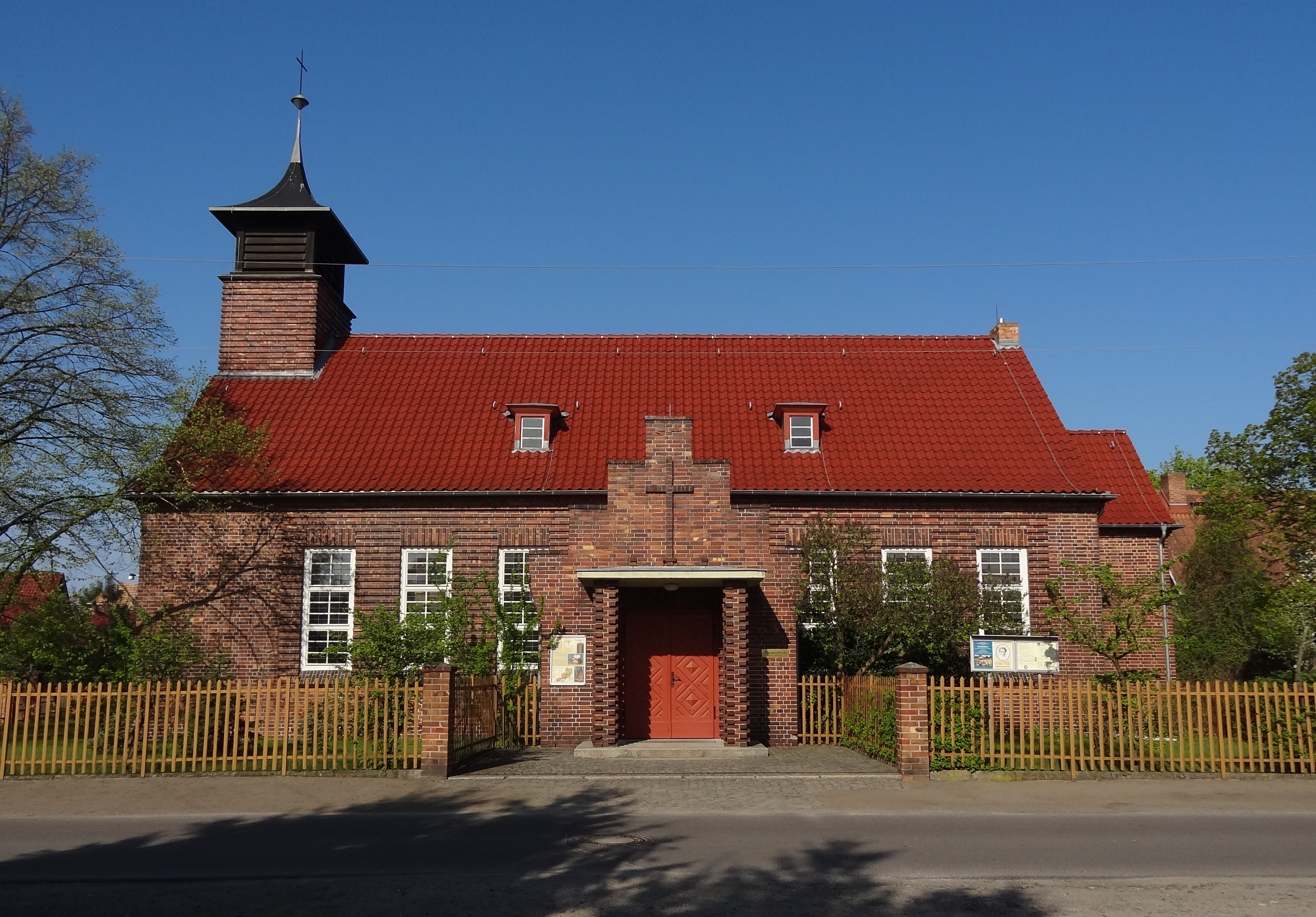
Zinzendorfkirche Schmellwitz

Alt-Schmellwitz wurde erstmals am 28. Juni 1414 urkundlich erwähnt, als Johann von Cottbus das Dorf an einen gewissen Balthasar Wiltschkewitz verkaufte. Durch neuere Forschungen ist der Ortsname „Smeluitz“ allerdings schon für das Jahr 1385 nachgewiesen. Der Ortsname geht auf das niedersorbische „chmjel“ für Hopfen zurück und bezeichnet einen Ort „an dem Hopfen wächst“.
Von der Siedlungsform ist Alt-Schmellwitz ein Angerdorf, wobei die Hauptstraße einen leeren Platz umschließt. Bis 1537 war der Ort in Besitz des Cottbuser Franziskanerklosters, bis dieses durch den Staat enteignet wurde. Danach kam der Ort zum Amt Cottbus in der kurfürstlich-brandenburgischen Herrschaft Cottbus. Über die Jahrhunderte änderte sich an der Einwohner- und Sozialstruktur wenig. Der Ort war landwirtschaftlich geprägt und bestand 1635 aus 24½ Bauernhufen und 18 Gärtnerstellen, von denen zwei Bauernhufen und sechs Gärtnerstellen wüst lagen. Im Jahr 1718 lebten in Schmellwitz 22 Bauern, 15 Gärtner (davon waren vier auch als Bauern gelistet) und ein Büdner. Nach dem Tilsiter Frieden infolge des Vierten Koalitionskrieges kam Schmellwitz für kurze Zeit zum Königreich Sachsen, 1809 lebten fünf Bauern, 19 Halbbauern, neun Kossäten, ein Büdner und drei Einlieger im Ort; insgesamt hatte der Ort 166 Einwohner.

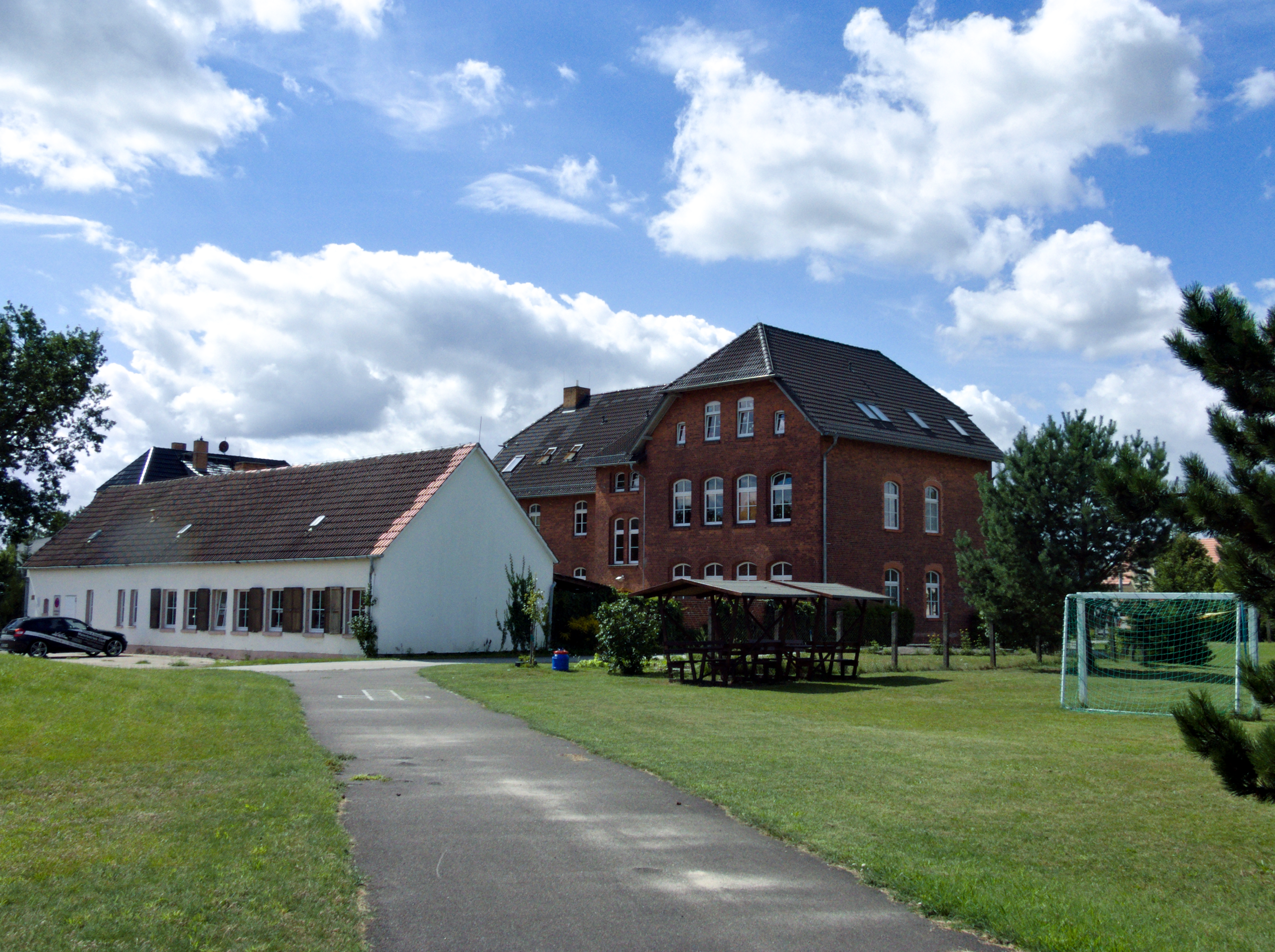
Ehemalige Dorfschule

Nach der auf dem Wiener Kongress beschlossenen Teilung Sachsens wurde Schmellwitz 1815 wieder preußisch, bei der Gebietsreform im folgenden Jahr wurde der Ort dem Kreis Cottbus in der Provinz Brandenburg zugeordnet. Im Jahr 1818 lebten in Alt-Schmellwitz 164 Menschen. Bei der Volkszählung am 1. Dezember 1871 zählte man in der Landgemeinde Schmellwitz 299 Einwohner, davon waren 147 Männer und 152 Frauen; 76 Einwohner waren jünger als zehn Jahre und alle Einwohner waren evangelisch-lutherischer Konfession. Im Jahr 1903 bekam Alt-Schmellwitz eine eigene Schule mit vier Klassenräumen. Durch einen hohen Zuzug von Arbeitern erhöhte sich die Einwohnerzahl zwischen 1900 und 1939 von 704 auf 2204 Einwohner; im Jahr 1930 waren nur noch fünf Prozent der Einwohner in der Landwirtschaft tätig, der überwiegende Teil arbeitete in Handwerksberufen. So gab es in Alt-Schmellwitz unter anderem Bäcker, Fleischer, Tischler oder Klempner.
Im Jahr 1908 beantragte Alt-Schmellwitz eine Eingemeindung nach Cottbus, dies wurde allerdings abgelehnt. 1927 wurde Alt-Schmellwitz an die Straßenbahn angebunden. Am 19. Dezember 1937 wurde in Schmellwitz die Zinzendorfkirche eingeweiht. Nach dem Ende des Zweiten Weltkrieges gehörte Schmellwitz zunächst zur Sowjetischen Besatzungszone und ab 1949 zur DDR. Am 1. Juli 1950 wurde Schmellwitz nach Cottbus eingemeindet, die zeitgleich ihren Status als kreisfreie Stadt verlor. Bei der DDR-Kreisreform am 25. Juli 1952 wurde Schmellwitz dem Kreis Cottbus im Bezirk Cottbus zugeordnet. Knapp zwei Jahre später wurde Cottbus wieder kreisfrei. Am 14. Januar 1975 stürzte eine MiG-21 der Luftstreitkräfte der Nationalen Volksarmee in Schmellwitz in den Wohnblock an der Straßenecke Schmellwitzer Straße/Goyatzer Straße in Alt-Schmellwitz, bei dem Unglück starben sieben Menschen.

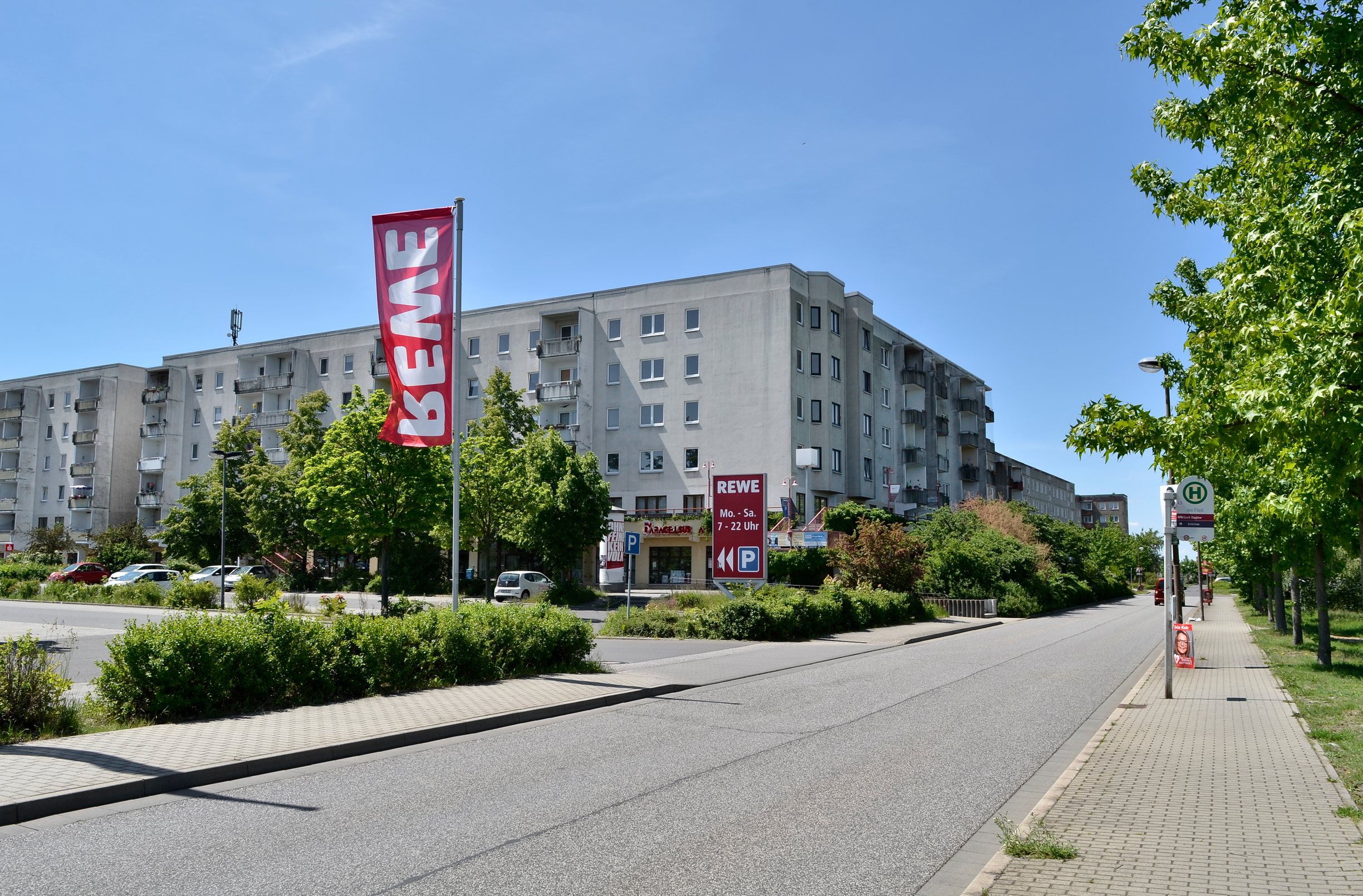
Plattenbau am Schmellwitzer Platz

Ab 1983 entstand im Nordosten von Schmellwitz die Plattenbausiedlung „Neu-Schmellwitz“ als neuester Stadtteil von Cottbus. Die ersten Häuser in der Gotthold-Schwela-Straße waren ab 1984 bezugsfertig. Durch Arbeitsplätze in der Kohleindustrie und im nahegelegenen Textil-Kombinat stieg die Einwohnerzahl stark an. Aufgrund der überwiegend jungen Zuzügler hatte Neu-Schmellwitz eine sehr hohe Geburtenrate zu verzeichnen. Bis ins Jahr 2020 sollte Neu-Schmellwitz etwa 20.000 Einwohner aufnehmen können.

Rückbau in den Jahren 2005 bis 2017 in Neu-Schmellwitz (rot gekennzeichnet)

Nach der Wende wurden viele unrentable Betriebe stillgelegt und Arbeitsplätze gingen verloren. Dadurch ging die Bevölkerungszahl rasant zurück. Viele Jugendliche zog es zum Studieren und aufgrund besserer beruflicher Chancen in westdeutsche Ballungsräume oder nach Berlin. Durch den hohen Wohnungsleerstand wurden viele Bauten zurückgebaut. Zwischen 2013 und 2017 verschwand so ein gutes Drittel des Plattenbau-Bestandes, bis die Stadt Cottbus den Abriss der im Schnitt 30 Jahre alten Häuser stoppte. Grund war der gestiegene Bedarf an Wohnraum durch die Flüchtlinge, die seit 2016 auch in Cottbus aufgenommen wurden. Gleichzeitig liefen breit angelegte Förderprogramme an, die den Stadtteil Schmellwitz wieder attraktiver machen sollen.

## Bevölkerungsentwicklung
| Jahr | Einwohner |
| ---- | --------- |
| 1875 | 294       |

| Jahr | Einwohner |
| ---- | --------- |
| 1890 | 412       |

| Jahr | Einwohner |
| ---- | --------- |
| 1910 | 1173      |

| Jahr | Einwohner |
| ---- | --------- |
| 1925 | 1329      |

| Jahr | Einwohner |
| ---- | --------- |
| 1933 | 1779      |

| Jahr | Einwohner |
| ---- | --------- |
| 1939 | 2204      |

| Jahr | Einwohner |
| ---- | --------- |
| 1946 | 2263      |

Gebietsstand des jeweiligen Jahres
Der sorbische Volkskundler Arnošt Muka verzeichnete für seine Statistik über die Sorben in der Lausitz im Jahr 1884 noch einen sorbischsprachigen Bevölkerungsanteil von 100 Prozent. Bereits zu Beginn des 20. Jahrhunderts ging der Anteil der sorbischen Bevölkerung stark zurück, so dass Schmellwitz in den 1950er-Jahren fast keine sorbischen Einwohner mehr hatte.

## Nachweise
1. ↑  Einwohner nach Ortsteilen. In: cottbus.de. Stadtverwaltung Cottbus – Fachbereich Bürgerservice, 30. September 2022, abgerufen am 9. Januar 2022.
2. 1 2  Geschichte von Alt-Schmellwitz. In: bv-schmellwitz.de. Archiviert vom Original am 24. August 2017; abgerufen am 24. August 2017.
3. ↑  Ernst Eichler: Die Ortsnamen der Niederlausitz. Domowina-Verlag, Bautzen 1975, S. 101.
4. ↑  Friedrich Wilhelm August Bratring: Statistisch-topographische Beschreibung der gesammten Mark Brandenburg. Band 3: Die Neumark Brandenburg enthaltend. Berlin 1809, S. 353 (Online).
5. ↑  Königliches Statistisches Bureau: Die Gemeinden und Gutsbezirke des Preußischen Staats und ihre Bevölkerung. Teil II: Provinz Brandenburg, Berlin 1873, S. 220f., Nr. 86 (Online).
6. ↑  Geschichte von Neu-Schmellwitz. In: bv-schmellwitz.de. Archiviert vom Original am 24. August 2017; abgerufen am 24. August 2017.
7. ↑  Historisches Gemeindeverzeichnis des Landes Brandenburg 1875 bis 2005. (PDF; 331 KB) Brandenburg an der Havel, Cottbus, Frankfurt (Oder), Potsdam. Landesbetrieb für Datenverarbeitung und Statistik Land Brandenburg, Dezember 2006, abgerufen am 24. August 2017.
8. ↑  Arnošt Muka: Die Statistik der Lausitzer Sorben. Deutsch von Robert Lorenz, Domowina-Verlag, Bautzen 2019, S. 100f.